# Ecolette

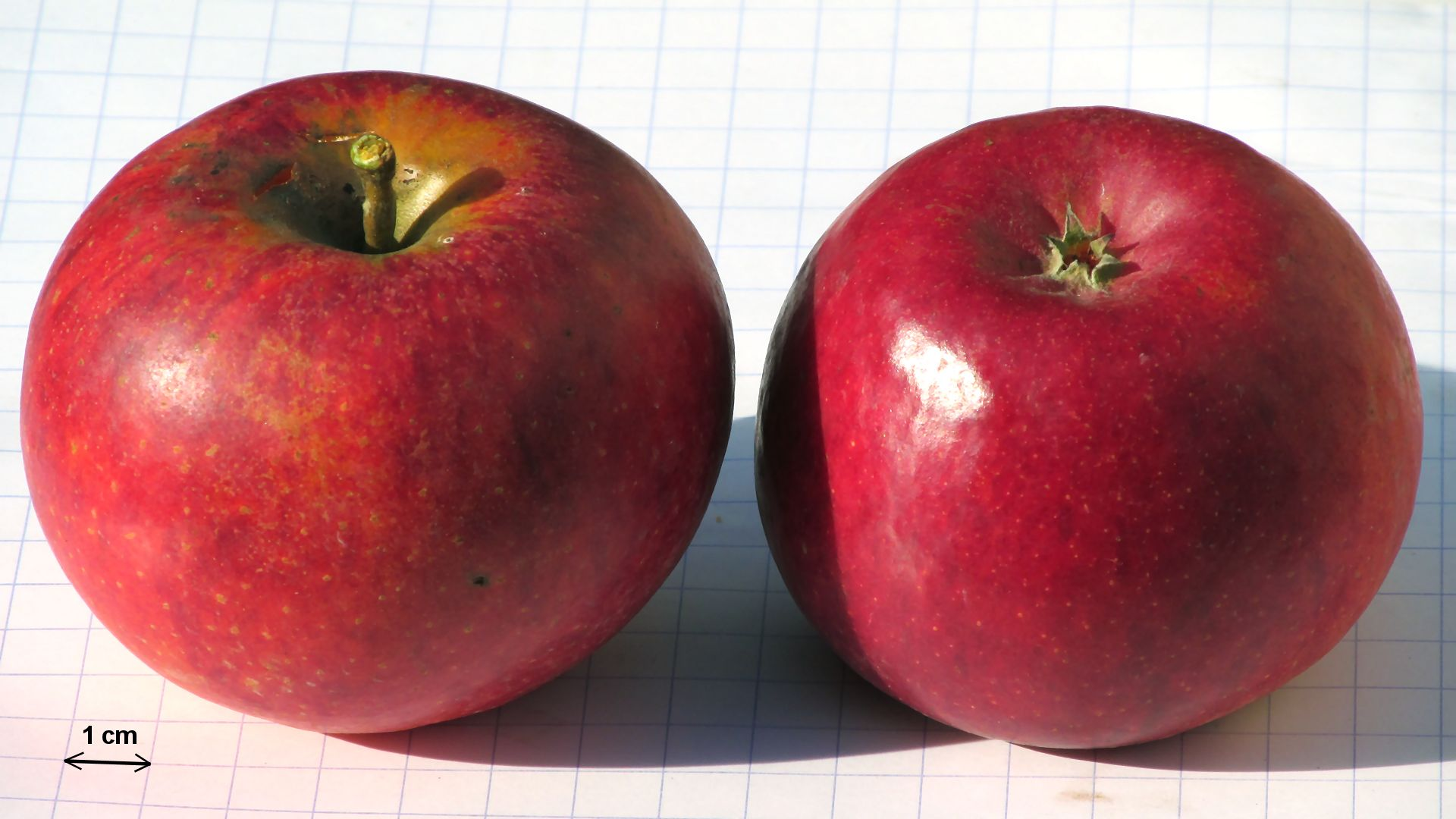
Ecolette

Ecolette is een bewaarappel die is ontstaan in 1978 in het Centre for Plant Breeding and Reproduction Research (CPRO-DLO), thans onderdeel van Wageningen Plant Research van de Wageningen University & Research. Het is een kruising tussen Elstar en Prima. Prima is een Amerikaans appelras met het schurftresistentiegen Vf. Dit gen heeft Ecolette geërfd en vertoont hierdoor enige resistentie tegen schurft. 
De groengele appels hebben een rode blos. De appels welke in de volle zon hangen worden donkerrood. De appels hebben de volgende kenmerken:
- gemiddelde grootte
- zoetzuur
- sappig
- goed aroma
- harde appel
- te bewaren tot januari

De appel kan goed gebruikt worden in appeltaart maar kan ook direct uit de hand gegeten worden. Hoe langer de appel bewaard wordt hoe zoeter hij wordt.
De appels worden iets later dan Elstar geplukt, namelijk tussen eind september en half oktober (doorplukken is raadzaam). Er kan gestart worden met plukken zodra de eerste vrucht valt. Over het algemeen heeft Ecolette weinig vruchtval. Indien te laat geplukt wordt kunnen scheurtjes rond de steel ontstaan.
De bloei is ongeveer gelijk met Elstar, vrij laat dus. Ecolette is een zelfbestuiver maar geeft meer vrucht bij kruisbestuiving. In de particuliere tuin is hij voldoende zelfbestuivend. 
Kan onder andere bestoven worden door gelijkbloeiende appelrassen:
- Discovery
- Golden Hornet (sierappel)
- Evereste (Sierappel)

Er is minder kans op mislukte oogst door nachtvorst doordat Ecolette laat bloeit en kans op nachtvorst kleiner is.
Door de zelfbestuiving en ziekte resistentie is Ecolette een ideale boom om als enige in een stadstuintje te planten.
Het ras heeft het Vf schurft resistentie gen geërfd waardoor het resistent is tegen schurft (zolang deze nog niet doorbroken is). De boom heeft nauwelijks last van meeldauw, appeltakkanker en witziekte. De fruitmot geeft de voorkeur aan andere rassen.
Geënt op onderstam M9 is de groei vrij sterk. Ongeveer gelijk aan Elstar, echter is Ecolette minder dicht bebladerd maar is wel een weelderige groeier  met veel blad. Hierdoor is uitdunnen van de takken geadviseerd.
Wanneer onderstam P22 gebruikt wordt is de groei zwakker en zal de vruchtmaat beter zijn.